# NGC 5265
NGC 5265 este o infrared source⁠(d) situată în constelația Câinii de Vânătoare. A fost descoperită în 1 mai 1785 de către William Herschel.